# While She Sleeps
While She Sleeps est un groupe de metalcore britannique, originaire de Sheffield, en Angleterre. Formé en 2006, le groupe est composé de Lawrence « Loz » Taylor au chant, de Sean Long à la guitare, de Mat Welsh à la guitare rythmique, de Aaran McKenzie à la basse et de Adam « Sav » Savage à la batterie.

## Biographie

### Débuts etThe North Stands for Nothing(2006–2011)
While She Sleeps est formé à Renishaw, près de Sheffield, en Angleterre, en 2006 par le chanteur Jordan Widdowson, le choriste Allan Worrall, le batteur Adam Savage, le bassiste Aaran McKenzie et les guitaristes Mat Welsh et Sean Long. Les membres sont d'anciens membres d'autres groupes dans lesquels ils jouaient avant de former While She Sleeps, et sont décrits comme les « meilleurs potes depuis le lycée. » Après quelques concerts, en 2009, la majeure partie des membres décide de se consacrer au groupe « à plein temps » ; cependant, le chanteur Widdowson décide de quitter le groupe. Avec l'arrivée de Lawrence Taylor, le groupe commence à enregistrer un EP. Entre fin 2009 et 2010, le groupe effectue une grande tournée au Royaume-Uni puis en Europe. Se popularisant progressivement, le groupe termine l'enregistrement de l'album The North Stands for Nothing qui est publié le 26 juillet 2010, chez Small Town Records. Le groupe joue en soutien à l'album dès le 24 juin au Plug de leur ville natale, suivi par une grande tournée en 2010, qui comprend notamment une apparition au Sonisphere Festival. En octobre, ils signent un contrat avec le label Good Fight Music pour distribuer leur musique aux États-Unis.
Après la sortie de leur EP – qui s'enchaine avec une longue tournée – la popularité du groupe et l'intérêt des médias et des labels se font grandissants. Le 15 février 2011, le groupe enregistre une performance scénique aux Maida Vale Studios pour la BBC Radio 1. Ils commencent aussi à enregistrer de nouvelles chansons, comme le single Be(lie)ve, publié chez Good Fight Music le 15 mars 2011. Le 4 mai, While She Sleeps est invité à jouer pour Bring Me the Horizon à Sheffield à l'O2 Academy. En été, ils jouent dans plusieurs festivals européens et joue en soutien à Bring Me the Horizon pendant deux concerts en fin août. While She Sleeps joue aux États-Unis avec Bring Me the Horizon en août en octobre. Cependant, While She Sleeps doit annuler quelques dates américaines à cause de problèmes de passeport. En octobre, le groupe effectue sa première tournée en tête d'affiche au Royaume-Uni et en Europe, en soutien à Bury Tomorrow et Feed the Rhino.

### This Is the Six(2012–2014)

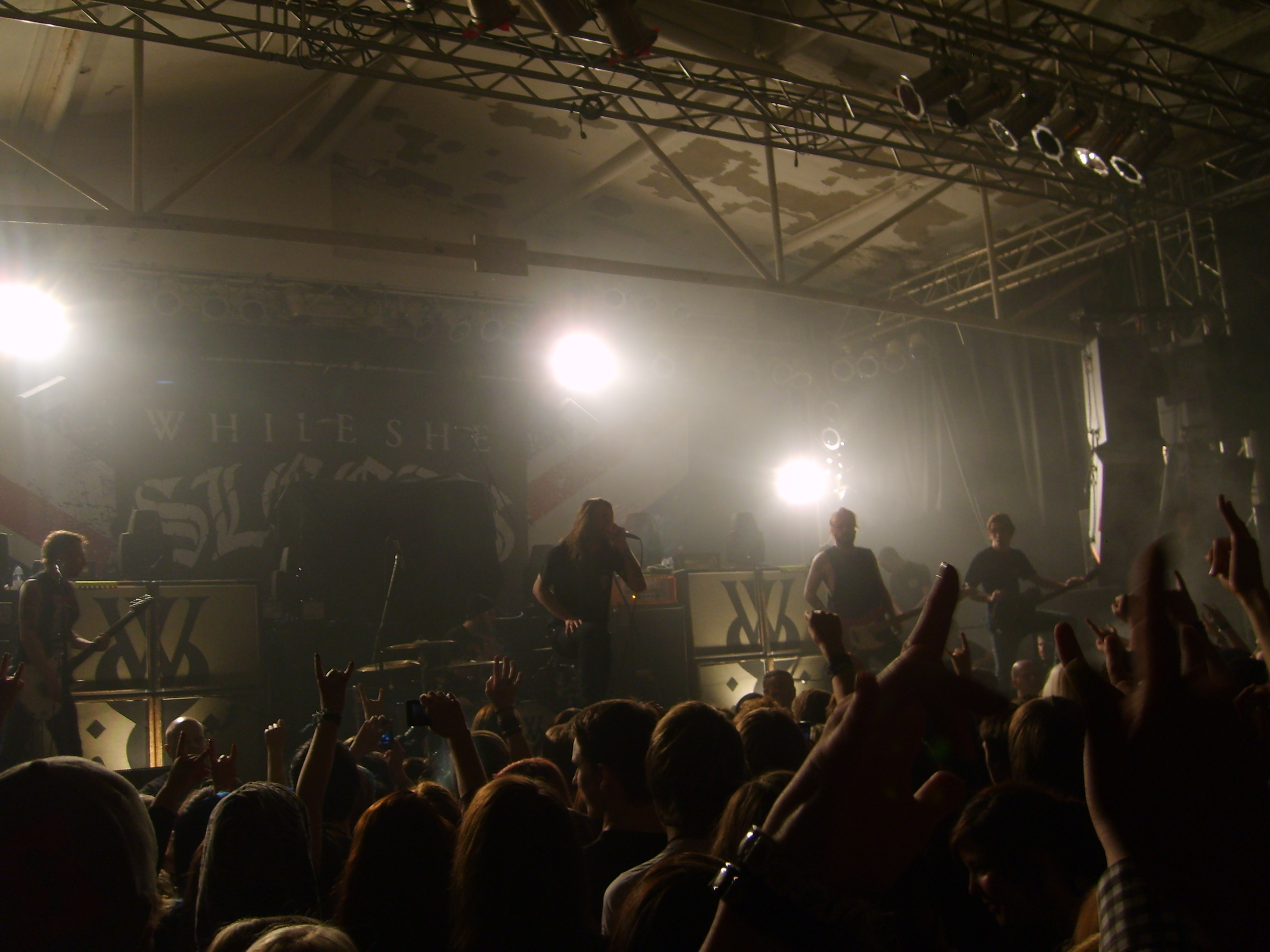
Le groupe à Cologne en 2013.

Le 1er novembre 2011, While She Sleeps commence à travailler sur son premier album avec le producteur Carl Bown. Ils enregistrent les morceaux de batterie aux Chapel Studios de Lincolnshire, en Angleterre, avant d'enregistrer le reste de l'album aux Treehouse Studios de Chesterfield. Après la fin des enregistrements, le groupe effectue une tournée britannique en 2012 avec New Found Glory, The Blackout, et Letlive. Le 27 mars 2012, l'arrivée de While She Sleeps au sein du label Search and Destroy Records est annoncé ; ils y publieront leur premier album. Le 4 avril 2012, le magazine Kerrang! révèle que leur album, This Is the Six, sera publié le 6 août 2012 ; cependant, la date de sortie est repoussée au 13 août. La chanson-titre, This Is the Six, est publiée comme premier single le 13 mai. While She Sleeps est annoncé pour des festivals et concerts britanniques et européens en été, dont une première apparition au Download Festival. Ils tournent ensuite en Australie en soutien à House vs Hurricane, à la fin de juillet et au début d'août. Le 7 juin 2012, While She Sleeps remporte un prix dans la catégorie de « meilleur nouvel arrivant britannique » aux Kerrang! Awards 2012.

### Opération de Taylor etBrainwashed(2014–2016)
Lors de fin de l'année de 2013, le chanteur Taylor, souffrant de problèmes vocaux, conduit le groupe à annuler les concerts en 2014 afin que Taylor subisse l'opération chirurgicale de la gorge mais également pour qu'il récupère de l’opération subie.
While She Sleeps annonce la sortie du second album Brainwashed pour le 23 mars 2015. Pour soutenir l'album, le groupe entreprend une tournée avec Cancer Bats en avril 2015.

### You Are We(2017)
Au début de 2016, le groupe mentionne qu'il commence à écrire leur troisième album studio. Le 29 juillet, While She Sleeps annonce qu'il commence à enregistrer le troisième album dans leur nouveau studio récemment construit,. Le 12 septembre, le groupe lance une campagne PledgeMusic pour financer leur troisième album,. Le 20 novembre, le premier single nommé Hurricane sort, parallèlement le groupe annonce que l'album sera intitulé You Are We et sortira le 21 avril 2017.

### So What?(2018–2019)
Le 28 octobre 2018, le groupe présente le titre Anti-Social sur la BBC Radio 1 Rock Show. Dans la vidéo du titre, le groupe annonce la sortie de leur quatrième album SO WHAT? pour le 1er mars 2019 publié sous leur propre label Sleeps Brothers.

### Sleeps Society(2020–2022)
Le 15 octobre 2020, While She Sleeps crée la surprise en annonçant une évolution dans leur manière de produire de la musique. Grâce au site Patreon, les fans deviennent les principaux acteurs de l’économie du groupe grâce à un système d’abonnement mensuel permettant d’accéder à des contenus spécifiques tels que des vidéos tutoriels, des vidéos backstages, du merchandising exclusif, et même des tickets pour des concerts secrets accessibles que pour les abonnés. Le groupe devient alors producteur de contenu en tout genre à la demande de leurs fans. Le même jour, il dévoile le premier single Sleeps Society de leur nouvel album du même nom. Ce cinquième album est prévu pour le 16 avril 2021. On peut retrouver en invité sur cet album les chanteurs Simon Neil et Deryck Whibley. Une version deluxe de cet album sort le 3 juin 2022, comprenant des morceaux inédits, des versions acoustiques et un featuring avec Rou Reynolds d'Enter Shikari.

### SELF HELL(depuis 2023)
Le 13 septembre 2023, le groupe dévoile le titre Self Hell qui fera partie de leur nouvel album du même nom prévu pour le 29 mars 2024. Le 7 décembre, parait le morceau Down en featuring avec Alex Taylor du groupe Malevolence.

## Style musical
Le style musical de While She Sleeps est souvent décrit comme « metallic hardcore » (un nom alternatif pour metalcore) par les critiques,,,. Le groupe cite comme influences musicales des groupes de post-hardcore, de punk hardcore, de metal alternatif tels que Thrice, Rancid, Rage Against The Machine, Bad Religion. Lorsque le groupe est interrogé sur la progression entre leur premier album, The North Stands for Nothing et leur deuxième album studio This Is the Six, le guitariste Mat Welsh déclare qu'ils n'ont pas changé leur son drastiquement, en disant qu'« il est super lourd mais aussi mélodique ».

## Récompenses
- 2017 : l'album You Are We est élu 10e meilleur album de l'année par les auditeurs/lecteurs et 9e par la rédaction de La Grosse Radio[38]

## Membres

### Membres actuels
- Lawrence « Loz » Taylor - chant
- Sean Long - guitare, chœurs
- Mat Welsh - guitare rythmique, chant, piano
- Aaran McKenzie - basse, chœurs
- Adam « Sav » Savage - batterie

### Anciens membres
- Jordan Widdowson - chant